# Vlado Tritchkov (village)
Pour les articles homonymes, voir Vlado Tritchkov.
Vlado Trichkov (bulgare : Владо Тричков) est un village situé dans l'ouest de la Bulgarie, près de la capitale Sofia. Il porte le nom du membre du Parti communiste bulgare Vlado Tritchkov.

## Géographie
Vlado Tritchkov est situé est situé dans l'ouest de la Bulgarie, à 26 km au nord de la capitale Sofia. Il fait partie de la municipalité de Svogué (région de Sofia).
Le village est situé sur les pentes orientales d'une colline qui surplombe la rivière Iskar, à l'entrée du défilé de cette rivière qui traverse le massif du Grand Balkan.
L'habitat est divisé en 4 zones : 
- sur la berge ouest de l'Iskar : 
  - Vlado Trichkov lui-même est situé sur le haut d'une colline ;
  - la zone de villas Klissoura-Govédarnika-Pékhtchanitsa, qui est située en contre-bas, en direction de Sofia ;
- sur la berge est de l'Iskar :
  - Romtcha, qui est le hameau situé le plus en amont des gorges de l'Iskar ;
  - Kalouguériça, qui se situe en face de Vlado Tritchkov.

## Histoire
Avant la naissance du village, il y avait dans cette zone du défilé de la rivière Iskar cinq hameaux : Oréchéts, Klissoura, Kalouguériça, Golyama Laka et Romtcha. Ces cinq hameaux étaient rattachés au village de Tsérétsél entre 1920 et 1925. En 1925 les hameaux ont été regroupés sous le nom de Loukovo et rattachés à la commune de Rebrovo. En 1930 est ouverte la gare de Loukovo et la gare actuelle de Vlado Tritchkov a été renommée Elin Pelin ; les hameaux ont adopté ce même nom. Le village a été renommé Vlado Tritchkov en 1952, en l'honneur d'un membre du Parti communiste bulgare.

## Galerie

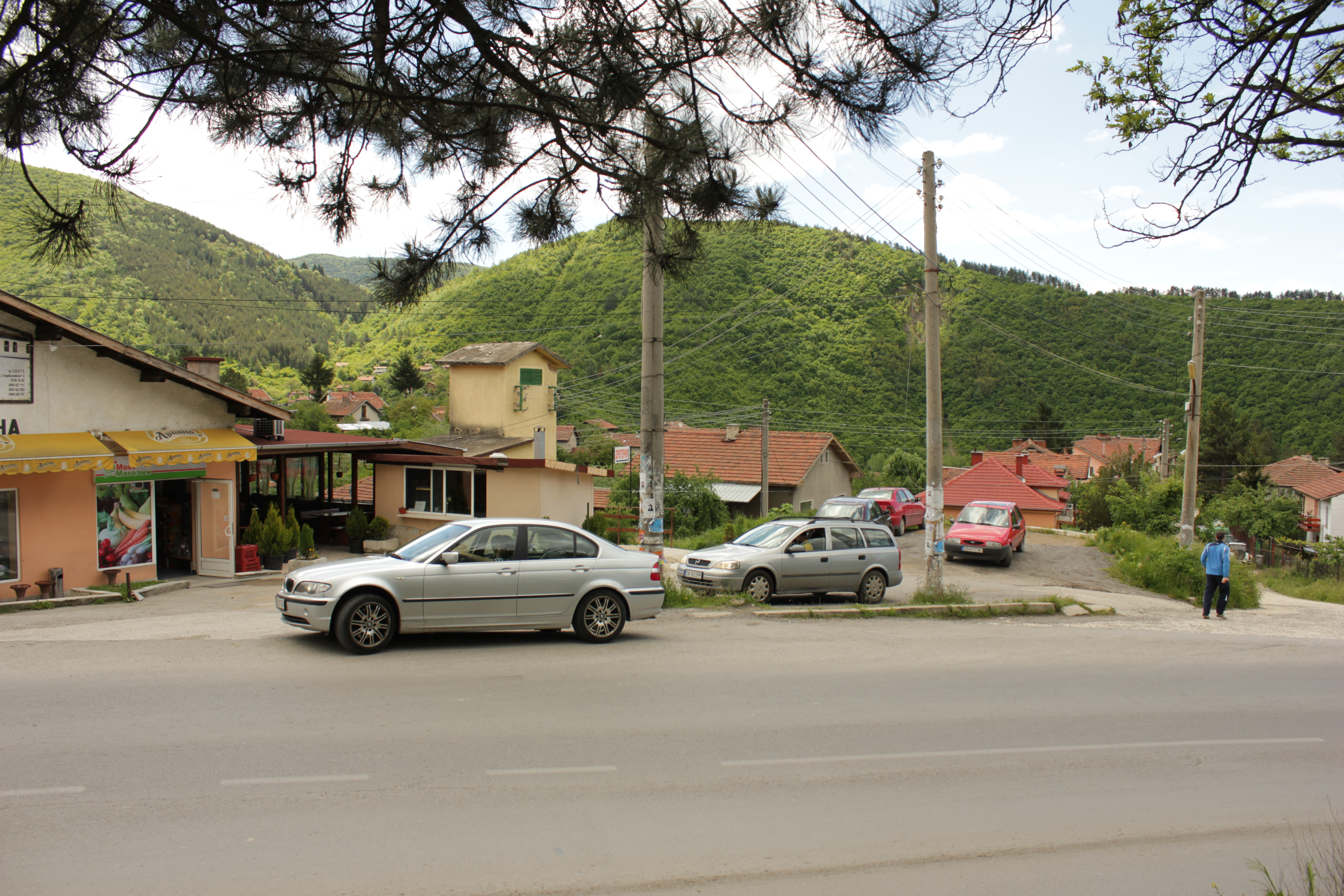
Le centre du village